# Hvala, ne!
Chansons représentant la Slovénie au Concours Eurovision de la chanson
On My Way
(2017) Sebi
(2019)
Hvala, ne! (« Non merci ! ») est une chanson de la chanteuse slovène Lea Sirk. Elle est sortie en 2018 en téléchargement numérique et en CD single.
C'est la chanson qui représente la Slovénie au Concours Eurovision de la chanson 2018 à Lisbonne, Portugal. Elle est interprétée en slovène, langue nationale de la Slovénie.

## Concours Eurovision de la chanson

### Sélection nationale
Le 24 février 2018, la chanson Hvala, ne! de Lea Sirk a été sélectionnée après avoir remporté la sélection nationale slovène Evrovizijska Melodija (EMA), et devient ainsi la chanson représentant la Slovénie au Concours Eurovision de la chanson de 2018.

### À Lisbonne
Lors de la seconde demi-finale le 10 mai 2018, Hvala, ne! est la 17e chanson interprétée sur 18 suivant Inje du Monténégro et précédant Under the Ladder de l'Ukraine. Elle s'est qualifiée pour la finale en terminant 8e parmi les dix chansons les mieux classées.
Hvala, ne! est la 3e chanson interprétée lors de la finale, le 12 mai 2018, après Tu canción de l'Espagne et avant When We're Old de la Lituanie. À l'issue du scrutin, la chanson s'est classée 22e sur 26 avec 64 points, obtenant 41 points des jurys et 23 points des télévotes,.

## Liste des pistes
| 1. | Hvala, ne! | 3:00 |

| 1. | Hvala, ne!                         |  |
| 2. | Hvala, ne! (Version karaoké)       |  |
| 3. | Hvala, ne! (Version instrumentale) |  |

## Classements

### Classements hebdomadaires
| Classement (2018)   | Meilleure position |
| ------------------- | ------------------ |
| Slovénie (SloTop50) | 9                  |

## Historique de sortie
| Région / Pays | Date        | Format                   | Label       |
| ------------- | ----------- | ------------------------ | ----------- |
| Monde entier  | 2 mars 2018 | Téléchargement numérique | Indépendant |
| Slovénie      | 2018        | CD single                | Indépendant |